# Julie Mehretu
Julie Mehretu est une artiste plasticienne américaine, née à Addis-Abeba, en Éthiopie, le 28 novembre 1970.

## Biographie
Née le 28 novembre 1970 à Addis-Abeba, d'un père éthiopien et d'une mère américaine, elle y vit jusqu'en 1977, lorsque sa famille quitte l'Afrique pour s'installer aux États-Unis. Ses parents, raconte-t-elle, « ont reconstitué l'atmosphère d'une maisonnée éthiopienne dans le Michigan ». « J’ai été élevée avec beaucoup d’amour et de bienveillance. Cela m’a donné une incroyable confiance en moi », explique-t-elle. Elle passe son adolescence dans cet État du Michigan et obtient un MFA (Master of fine Arts) à la Rhode Island School of Design en 1997. Elle est en résidence au Musée des Beaux-Arts de Houston en 1998-1999. « J’ai fait de l’art sans savoir si je réussirais à en vivre », confie-t-elle. Puis elle s’installe à New York où elle vit et travaille, avec sa compagne, la plasticienne Jessica Rankin. À cette époque, au début des années 2000, des artistes tels que Glenn Ligon ou encore Ellen Gallagher ont ouvert la voie pour les artistes de couleur.« Si je jouis d’un espace pour m’exprimer, c’est que d’autres se sont battus pour cela », affirme-t-elle, mettant notamment en exergue, pour sa part, le rôle de l’écrivain James Baldwin, et des artistes tels que Jack Whitten et Melvin Edwards. Le couple, Julie Mehretu et sa compagne Jessica Rankin, a deux fils,.
Plusieurs de ses œuvres sont présentées lors d'une exposition institulée Ethiopian Passages, une exposition collective avec neuf autres artistes éthiopiens de la diaspora, au National Museum of African Art, à Washington, de la Smithsonian Institution, en 2003. Elle participe également à l'exposition Africa Remix à Paris, au Centre Georges-Pompidou, en 2005.
Dans une publication intitulée Poetry of Sappho, elle a également illustré les traductions anglaises de la poétesse grecque Sappho, réalisant vingt imprimés, placés en alternance avec les textes grecs et leur traduction anglaise. Ces gravures peuvent évoquer les figures abstraites de Kandinsky, entre dessins architecturaux, et formes graphiques ou calligraphiques.
En septembre 2005, elle est lauréate du prestigieux Prix MacArthur, qui lui assure une bourse de 500 000 dollars sur cinq ans pour développer ses activités.
Le MoMA a intégré plusieurs de ses œuvres dans ses collections permanentes, et elle expose de manière régulière à New York,, Londres et Berlin (où elle a vécu en résidence artistique, en 2007). En 2010, elle a terminé une fresque murale de 24 mètres de long commandée en 2007 par la banque d'affaires Goldman Sachs pour le hall d'entrée de son nouvel immeuble.
En 2024, elle réalise pour le constructeur automobile allemand BMW une art car qui participera à l'épreuve mythique des 24 Heures du Mans dans la catégorie Hypercar,.

## Œuvre
Ses tableaux, souvent de taille impressionnante, consistent en de grands tourbillons de couleurs, de traits et de formes. Chacune des œuvres est à la limite entre l'art figuratif et l'art abstrait. Sa peinture a été enrichie et alimentée par des influences aussi diverses que la calligraphie chinoise, la miniature persane, le cubisme, le futurisme, l'art préhistorique, ou encore les graffitis. « Les références ne sont pas là pour être lues, mais ressenties », dit-elle. Le trait est rapide, énergique. Les toiles superposent des éléments architecturaux partiellement reconnaissables (façade, porte...), des cartes géographiques, ou d'autres éléments figuratifs à des éléments purement graphiques, en couches très minces, avec des effets de transparence et des couleurs furtives.

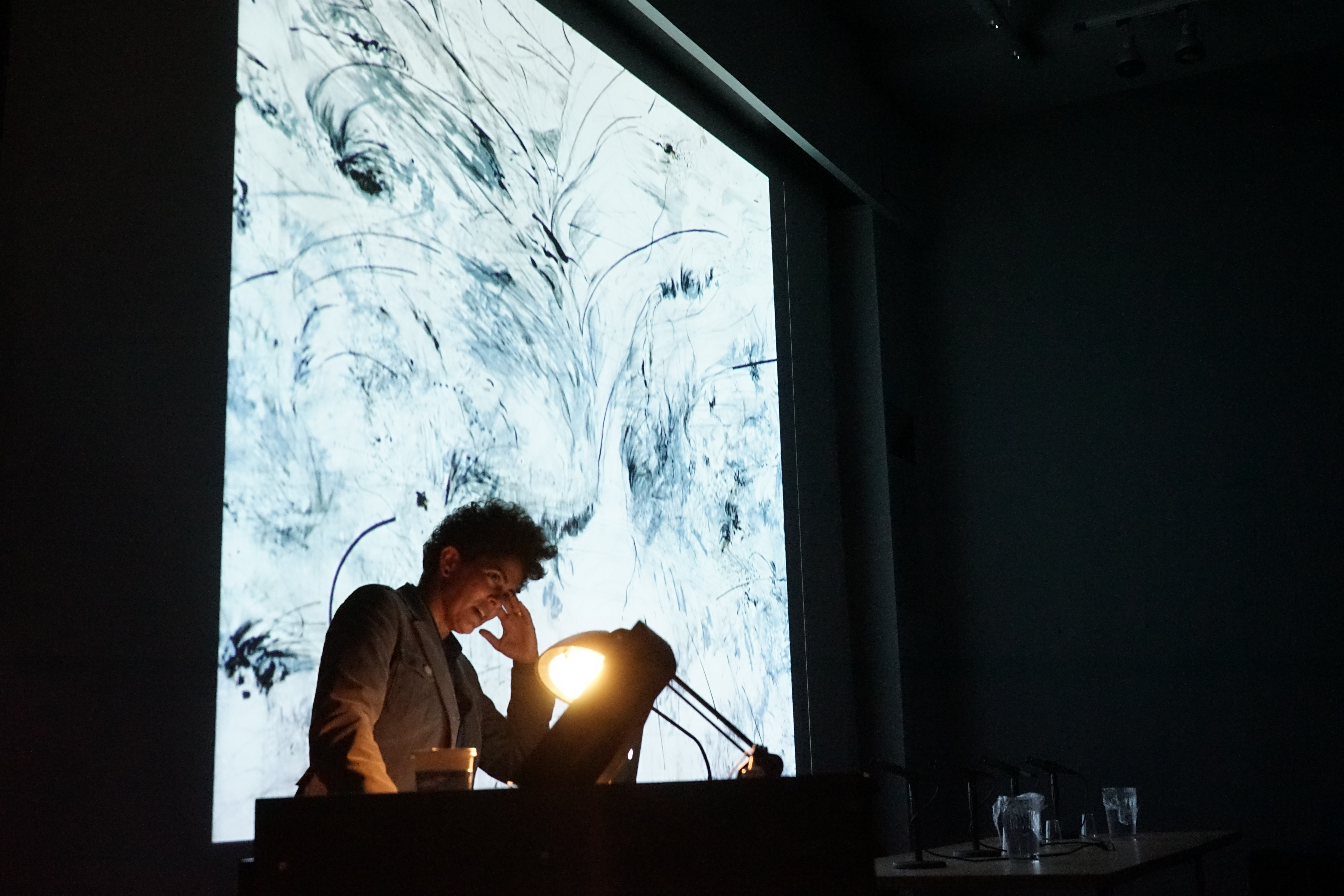
Julie Mehretu en 2014

Ses thèmes sont divers. Un tableau noir et blanc de 2004, The Seven Acts of Mercy, [Les sept actes de miséricorde], fait ainsi référence à une peinture éponyme du Caravage, avec plusieurs points de fuite autour d'une structure centrale presque religieuse. Un an plus tard, en 2005, une série de gravures intitulée Heavy Weather est inspiré d'un fait d'actualité, l'ouragan Katrina et ses ravages.
En 2017, Mehretu réalise deux œuvres in situ pour le musée d'Art moderne de San Francisco dans une ancienne église de Harlem, évoquant la violence de l'histoire de États-Unis. Le pianiste et compositeur Jason Moran a composé une suite pendant la réalisation des tableaux, publiée sous le titre MASS {Howl, eon}.
Elle est peut-être l'une des peintres américaines les plus importantes de sa génération, et, en tout état de cause, parmi celles dont les œuvres atteignent des montants les plus importants,,,.

## Quelques expositions
- 2022 : Julie Mehretu, galerie Marian Goodman, Paris[3]
- 2021 : Julie Mehretu, Whitney Museum of American Art, New York[3]
- 2013 : Liminal Squared, White Cube, Londres
- 2013 : Mind Breath and Beat Drawings, Galerie Marian Goodman, Paris
- 2011 : Excavations: The Prints of Julie Mehretu, Davison Art Center, Middletown, Connecticut
- 2010 : Grey Area, Solomon R. Guggenheim Museum, New York
- 2009 : Grey Area, Deutsche Guggenheim, Berlin
- 2008 : City Sitings, North Carolina Museum of Art, Raleigh, NC
- 2008 : City Sitings, Williams College Museum of Art, Williamstown, MA
- 2007 : Black City, Kunstverein Hannover, Hannovre
- 2007 : Black City, Louisiana Museum, Humlebaek
- 2007 : City Sitings (traveling through 2008), The Detroit Institute of Arts, Detroit, États-Unis
- 2006 : Black City, MUSAC - Museo de Arte Contemporáneo de Castilla y Léon, Léon
- 2006 : Heavy Weather, Crown Point Press, San Francisco, États-Unis
- 2005 : Drawings, The Project, New York, États-Unis
- 2005 : Currents, musée d'Art de Saint-Louis, St Louis, MO
- 2005 : Drawing into Painting, REDCAT, Los Angeles, CA
- 2005 : Drawing into Painting, Albright-Knox Art Gallery, Buffalo, NY
- 2004 : Julie Mehretu. Matrix 211, University of California Berkeley Art Museum, CA
- 2004 : Landscape Allegories, Thomas Dane, London, UK
- 2003 : Drawing into Painting, Palm Beach Institute of Contemporary Art
- 2003 : Drawing into Painting, Walker Art Center, Minneapolis (travelling)
- 2002 : Renegade Delirium, White Cube, London, UK
- 2001 : ArtPace, San Antonio, TX
- 2000 : The Project, New York
- 1999 : Module, Project Row Houses, Houston, TX
- 1998 : Barbara Davis Gallery, Houston, TX
- 1996 : Paintings, Sol Kofler Gallery, Providence, RI
- 1995 : Ancestral Reflections, Archive Gallery, New York, NY
- 1995 : Ancestral Reflections, Hampshire College Gallery, Amherst, MA

## Sélection d'expositions collectives
- 2015 : Fusion: Art of the 21st Century, Virginia Museum of Fine Arts, Richmond, Virginie
- 2015 : Divine Comedy, National Museum of African Art de la Smithsonian, Washington
- 2012 : Musée de la pointe de la Douane, Fondation Pinault, Venise
- 2012 : Documenta 13, Cassel, Allemagne
- 2009 : Automatic Cities, Museum of Contemporary Art, San Diego
- 2007 : African Art Today: An Unbounded Vista, Nelson Atkins Museum, Kansas City
- 2007 : Comic Abstraction, Museum of Modern Art, New York
- 2006 : The Unhomely: Phantom Scenes in Global Society, 2e Biennale Internationale d'Art Contemporain de Séville, Espagne
- 2005 : Africa Remix, Centre Georges-Pompidou, Paris[6]
- 2003 : Ethiopian Passages, National Museum of African Art, Washington[5]
- 1999 : Material, Process, Memory, Project Row Houses, Houston, TX